# 4x4 Evolution
4x4 Evolution (4x4 Evo) est un jeu vidéo de course développé par Terminal Reality et édité par Gathering of Developers, sorti en 2000 sur Windows, Mac, Dreamcast et PlayStation 2.
Il a pour suite 4x4 Evo 2.

## Accueil
- GameSpot : 8,4/10 (PC)[1] - 8,1/10 (DC)[2] - 7,2/10 (PS2)[3]
- IGN : 8,2/10 (PC)[4] - 7,5/10 (DC)[5] - 5/10 (PS2)[6]